# Solbergskyrkan
Grums nya kyrka eller Solbergskyrkan, kyrkobyggnad som tillhör Grums församling i Karlstads stift. Kyrkan ligger centralt i samhället Grums. Sedan tidigare finns Grums gamla kyrka som ligger cirka tre kilometer åt nordväst.

## Kyrkobyggnaden
Under 1940-talet påbörjades församlingsverksamhet i centrala Grums. Temporärt inreddes ett kapell i en rödmålad stuga som kallades Lavinias stuga. Under 1940- och 1950-talen började kyrkofullmäktige projektera för en småkyrka och startade en insamling. Hösten 1960 invigdes kyrkan som fick namnet Solbergskyrkan. Ritningarna var utförda av arkitekt Johannes Olivegren i Göteborg.
Solbergskyrkan är utformad som en basilika med sidoskepp vid norra och södra sidan. Mittskeppet har högst upp ett klerestorium med fönster för ljusinsläpp. Södra sidoskeppet inrymmer vapenhus och sakristia. Invändigt och utvändigt är kyrkan klädd med gult fasadtegel. Glasmålningarna i hugget glas är gjorda av konstnärerna Randi Fisher och Ralph Bergholtz.
Ansgarskyrkan i Eskilstuna som uppfördes 1962 är också ritad av Johannes Olivegren och har glasmålningar i hugget glas av Randi Fisher och Ralph Bergholtz. Den är i rött tegel men har annars vissa likheter med Solbergskyrkan.
Söder om kyrkan uppfördes 1966 en fristående klockstapel av vitmålad betong.
1976 byggdes i anslutning till kyrkan ett församlingshem, vid namn Solbergsgården. Församlingshemmet var planerat redan från början, men av ekonomiska skäl sköts bygget upp på framtiden.
1988 monterades den ursprungliga predikstolen ned, efter godkännande av Johannes Olivegren, och ersattes av en anspråkslös ambo i trä. På 1990-talet installerades fjärrvärme och den höga skorstenen vid vapenhuset togs bort.

## Inventarier
- Dopfunten består en cuppa av mönsterhuggen granit och vilar på ett fundament av gult tegel. Liksom medeltida dopfuntar finns möjlighet till nedsänkning. Tillhörande dopskål av blå emalj vilar på ett korsformat underlag av järn som symboliserar de fyra floderna i paradiset.

### Orgel
- Orgeln i lackad furu är tillverkad 1967 av Grönlunds Orgelbyggeri AB i Gammelstad. Orgeln är mekanisk.

| Huvudverk I   | Svällverk II      | Pedal      | Koppel |
| Rörflöjt 8´   | Gedackt 8´        | Subbas 16´ | I/P    |
| Principal 4´  | Rörflöjt 4´       | Oktava 4´  | II/P   |
| Waldflöjt 2´  | Principal 2'      |            | II/I   |
| Mixtur 3 chor | Vox humana 8'     |            |        |
|               | Tremulant         |            |        |
|               | Crescendosvällare |            |        |

## Galleri

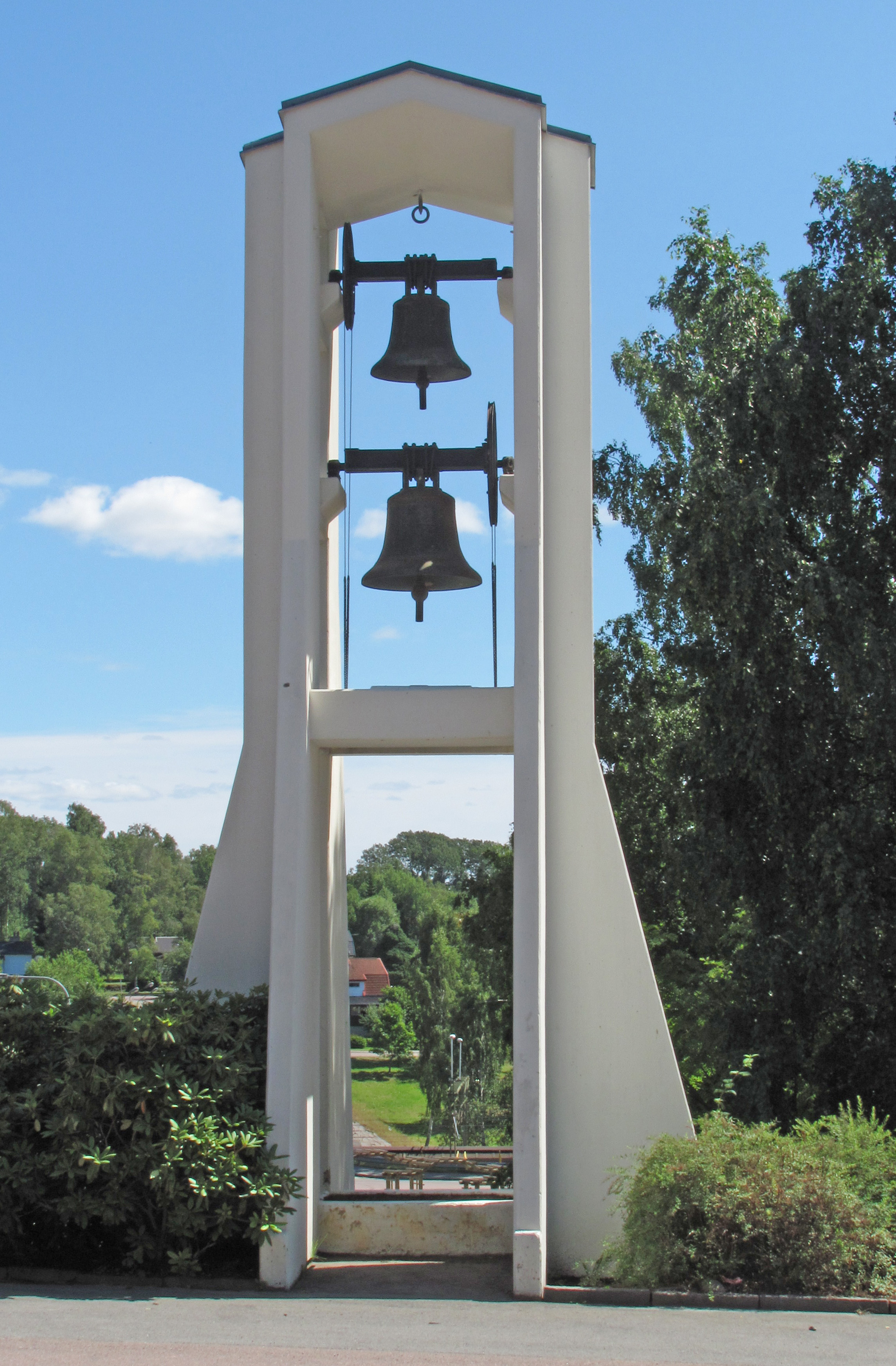
Klockstapeln

### Webbkällor
- Kyrkor i Karlstads stift Del I, Utgiven av Värmlands Museum och Karlstads stift, 2008, ISBN 91-85224-71-5
- byggnadspresentation
- anläggningspresentation